# Szöul állomás
Szöul állomás fontos vasúti csomópont Szöulban, mely az 1-es, 4-es, Kjongi–Csungang (Gyeongui–Jungang) és AREX metróvonalakat, két hagyományos és egy KTX nagysebességű vasútvonalat szolgál ki.

## Története

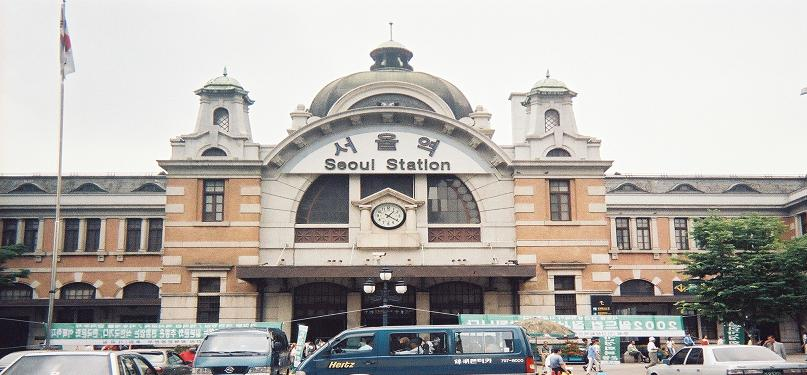
A régi Szöul állomás

Az eredeti Szöul állomást 1900-ban építették, 33 m²-es faépület volt, mely a Jomcshom (Yeomcheom) hídnál állt és Namdemun (Namdaemun) állomásnak hívták. A Dél-mandzsúriai Vasúttársaság 1925-ben emelt grandiózus, neoreneszánsz stílusú vöröstégla-épületet, melyet Cukamoto Jaszusi (塚本靖) tervezett. A főépülethez az 1960-as években két szárnyat építettek a megnövekedett utasforgalom kiszolgálására. 2004-ben új állomásépületet terveztek, amely már a KTX nagysebességű vonatait is képes fogadni, így ezt a régi épületet bezárták. 2009-ben elkezdték átalakítani, majd 2011-ben kulturális központként nyitották meg újra, ahol kiállításokat, rendezvényeket, előadásokat tartanak.
A modern Szöul állomás négy metróvonalat, valamint a Kjongbu (Gyeongbu) és a Kjongi (Gyeongui) vasútvonalakat, és a Kjongbu (Gyeongbu) nagysebességű vasútvonalat szolgálja ki.

## Viszonylatok
| 1-es vonal                                                      | 1-es vonal                                                                             | 1-es vonal                                                                                         |
| --------------------------------------------------------------- | -------------------------------------------------------------------------------------- | -------------------------------------------------------------------------------------------------- |
| Városháza Szojoszan (Soyosan) és Kvangun (Gwangun) Egyetem felé | személy- és expresszvonat                                                              | Namjong (Namyeong) Incshon (Incheon), Szodongthan (Seodongtan) vagy Sincshang (Sinchang) felé      |
| Korail                                                          |                                                                                        | |
| Végállomás felé                                                 | ITX: Kjongbu (Gyeongbu) és Kjongdzson (Gyeongjeon) vonal KTX: Kjongbu (Gyeongbu) vonal | Jongdungpho (Yeongdeungpo) Puszan (Busan) és Csindzsu (Jinju) felé                                 |
| Hengsin (Haengsin) Végállomás felé                              | KTX: Kjongi (Gyeongui), Kjongbu (Gyeongbu), Kjongbu KTX, Tonghe (Donghae) vonal        | Kvangmjong (Gwangmyeong) Puszan (Busan), Maszan (Masan), Csindzsu (Jinju) és Phohang (Pohang) felé |
| 4-es vonal                                                      |                                                                                        | |
| Höhjon (Hoehyeon) Tanggoge (Danggogae) felé                     | személy- és expresszvonat                                                              | Szungmjong (Sungmyeong) Női Egyetem Oido felé                                                      |
| Kjongi–Csungang (Gyeongui–Jungang)                              |                                                                                        | |
| Sincshon (Sinchon) Munszan (Munsan) felé                        | személy- és expresszvonat                                                              | Végállomás felé                                                                                    |
| AREX                                                            |                                                                                        | |
| végállomás                                                      | személyvonat                                                                           | Kongdok (Gongdeok) Incshoni (Incheoni) repülőtér 2 felé                                            |
| végállomás                                                      | expresszvonat                                                                          | Incshoni (Incheoni) repülőtér 1 Incshoni (Incheoni) repülőtér 2 felé                               |